# Andinsk vipa
Andinsk vipa (Vanellus resplendens) är en sydamerikansk fågel i familjen pipare inom ordningen vadarfåglar.

## Utseende och läte
Andinsk vipa är en stor och kraftigt tecknad vadarfågel med svartspetsad skärorange näbb och skära ben. Den är duvgrå på huvud och hals, avskilt från den vita buken med ett smalt svart streck. Ovansidan är koppargrön och i flykten uppvisar den tydliga svartvita teckningar på vingar och stjärt. Olikt sydamerikansk vipa saknar den tofs. Den är en ljudlig fågel, framför allt när den skräms upp.

## Utbredning och systematik
Fågeln förekommer från Anderna i sydvästra Colombia till nordvästra Argentina och norra Chile. Den behandlas som monotypisk, det vill säga att den inte delas in i några underarter.

## Levnadssätt
Andinsk vipa hittas i höglänta våtmarker och sjökanter över 3000 meters höjd, men kan också ses födosöka i gräsbevuxna betesmarker i norra delen av utbredningsområdet. Arten påträffas vanligen i par eller lösa flockar.

## Status och hot
Arten har ett stort utbredningsområde och en stabil populationsutveckling, och tros inte vara utsatt för något substantiellt hot. Utifrån dessa kriterier kategoriserar internationella naturvårdsunionen IUCN arten som livskraftig (LC). Världspopulationen är dock relativt liten, bestående av mellan 1 000 och 10 000 individer.